# دبره تابور
دبره تابور (به لاتین: Debre Tabor) یک شهرک در اتیوپی است که در منطقه امهارا واقع شده‌است. دبره تابور ۱۹۵٬۵۹۶ نفر جمعیت دارد و ۲٬۷۰۶ متر بالاتر از سطح دریا واقع شده‌است.